# Dougal Dixon
Dougal Dixon (n. 9 mai 1947, Dumfries) este un geolog scoțian și autor.

## Biografie
Dixon a studiat geologia și paleontologia la Universitatea din St. Andrews și este cel mai cunoscut pentru lucrările sale ilustrate de ficțiune speculativă, majoritatea cu teme privind „zoologia viitorului”: viziunile sale despre cum vor arăta ființele umane și animalele în milioane de ani de evoluție. Este fratele mai mic al lui Douglas Dixon.

## Cărți
Texte:-
- After Man: A Zoology of the Future (1981)
- Visions Of Man Evolved (1982)
- The New Dinosaurs: An Alternative Evolution (1988)
- The Children's Giant Book of Dinosaurs (approx. 1990)
- Man After Man: An Anthropology of the Future (1990)
- The Future Is Wild (2003) - cu John Adams
- If Dinosaurs Were Alive Today
- World Encyclopedia of Dinosaurs & Prehistoric Creatures (2008)

Ficțiune:-
- Ice Age Explorer (Time Machine, No. 7) (1985)

## Apariții televizate
- Natural History of an Alien (sau Anatomy of an Alien) - Discovery Channel/BBC (1998)